# Altún Ha

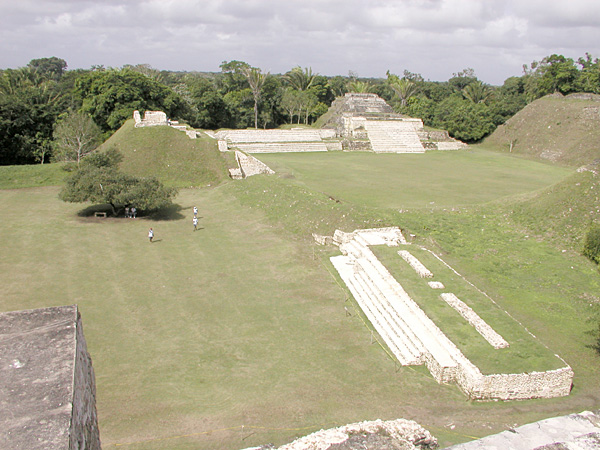
Vista geral de Altun Ha.

Altún Ha são as ruínas de uma antiga cidade maia situada no atual Belize cerca de 50 km ao norte da cidade de Belize e a cerca de 10 km da costa do Mar do Caribe.
Altún Ha é um nome moderno, traduzindo para o maia o nome de uma pequena localidade próxima, Rockstone Pond. O nome antigo é ainda desconhecido.

## Estruturas
A zona nuclear do sítio contém ruínas de mais de 500 estruturas. A maior das pirâmides-templo de Altun Ha, o "Templo dos Altares de Alvenaria", tem 16 metros de altura. 

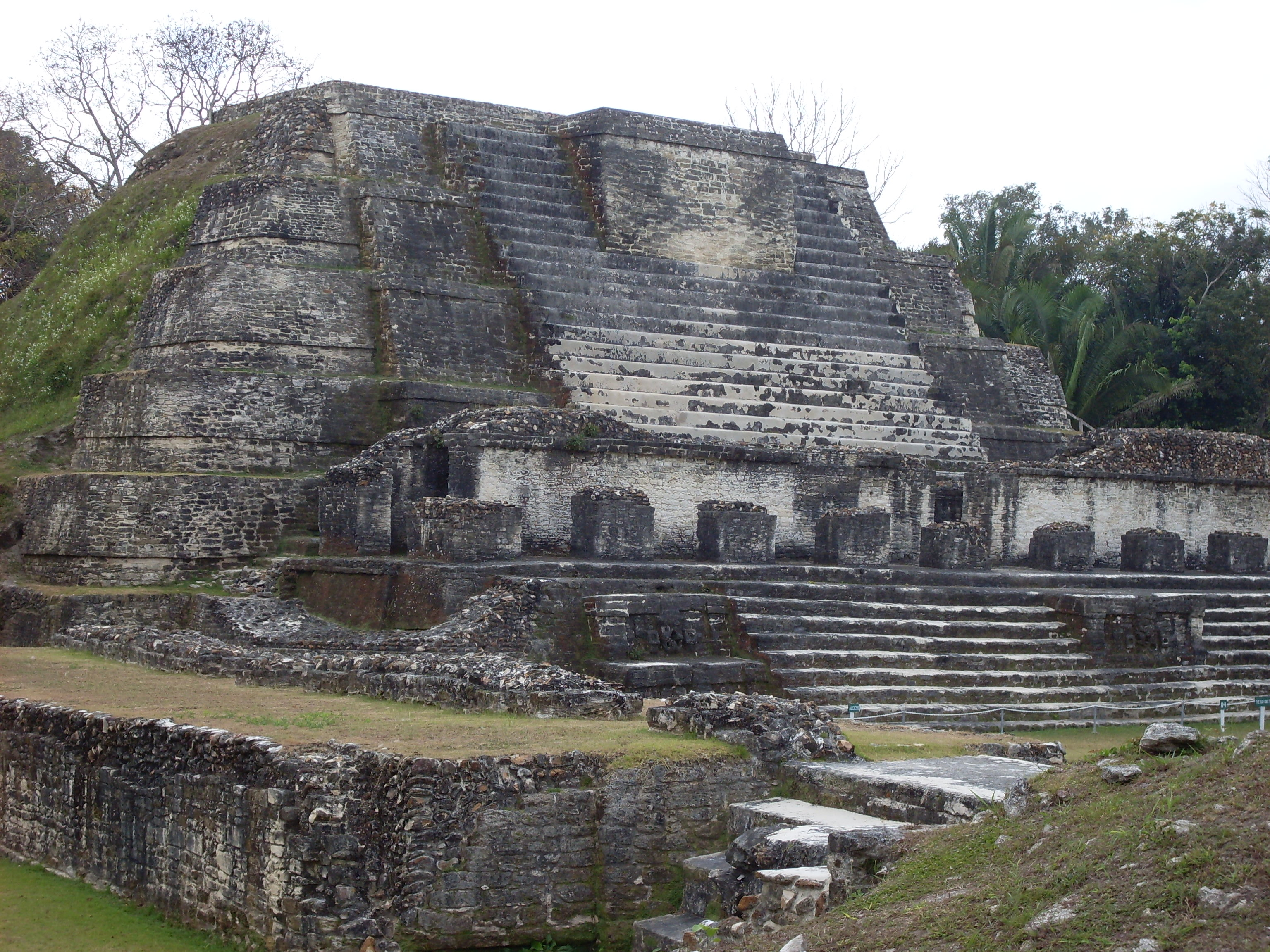
Templo dos Altares de Alvenaria

## História
As investigações arqueológicas mostram que Altun Ha foi ocupada cerca de 200 a.C.. O grosso da construção foi efetuado no período clássico maia, entre 200 e 900 d.C., altura em que a população da cidade pode ter atingido os 10 000 habitantes. Por volta do ano 900 ocorreram algumas pilhagens nos túmulos da elite, o que é por alguns entendido como um sinal de uma revolta contra os governantes da cidade. O local permaneceu habitado por mais um século depois dessas pilhagens, mas sem que fosse construída qualquer nova obra arquitetónica cerimonial. A partir desta altura a população decresceu, ocorrendo ligeira reocupação do local no século XII, antes de declinar novamente até tornar-se uma pequena aldeia rural.

## Descoberta e estudos
As pedras das ruínas das antigas estruturas foram reutilizadas na construção residencial da aldeia rural de Rockstone Pond nos tempos modernos, mas o antigo sítio não chegou à atenção dos arquéologos até 1963, quando a existência de um sítio antigo de dimensão relevante foi reconhecida desde o ar por um piloto e maianaista amador chamado Hal Ball.
Com início em 1965 uma equipa arqueológica liderada por David Pendergast do Royal Ontario Museum iniciou escavações e restaurações extensas do sítio, que continuram na década de 1970. Entre as várias descobertas efetuadas encontra-se uma grande peça de jade (com cerca de 5 kg) finamente talhada representando a imagem da cabeça do deus maia do sol, Kininch Ahau, e hoje considerada um dos tesouros nacionais do Belize.